# Distretto di Montevideo
Il distretto di Montevideo è un distretto del Perù nella provincia di Chachapoyas (regione di Amazonas) con 691 abitanti al censimento 2007 dei quali 619 urbani e 72 rurali.
È stato istituito il 3 novembre 1933.